# Хервасіо Антоніо де Посадас
Хервасіо Антоніо де Посадас і Давілья (18 червня 1757, Буенос-Айрес — 2 липня 1833, Буенос-Айрес) — член аргентинського Другого Тріумвірату з 19 серпня 1813 до 31 січня 1814 року, після чого займав пост верховного правителя до 9 січня 1815 року.

## Біографія
Посадас здобував первинну освіту у Сан-Франциско. Потім він вивчав і займався юридичною практикою з Мануелем Хосе де Лабарденом. Він не знав про наближення революції, яка застала його зненацька у міській ратуші Буенос-Айреса 25 травня 1810 року. У травні 1811 року він був призначений на пост адвоката-прокурора Буенос-Айреса.
Другий Тріумвірат, до складу якого входили Посадас, Ніколас Родрігес Пенья і Хуан Ларреа. Його завданням була розробка конституції. Потім, 22 січня 1814 року було прийнято рішення сконцентрувати виконавчу владу в руках однієї особи. Таким чином було створено посаду Верховного правителя Об'єднаних провінцій Ла-Плати, яку й зайняв на однорічний термін Хервасіо Антоніо де Посадас.
Посадаса замінив на посту Верховного правителя його небіж, Карлос Марія де Альвеар, якого невдовзі було скинуто в результаті військового перевороту. До серпня 1815 року усі попередні лідери країни потрапили у немилість, на цій хвилі й було ув'язнено Посадаса. Колишній Верховний правитель провів шість наступних років за ґратами 22 різних в'язниць. У 1829 році він написав свої мемуари.